# Barbara Ford
Barbara Ford, född 1755, död 1840, var en brittisk affärsidkare.
Hon var dotter till John Wheeldon (1709-1780) och Margaret Goodwin (1712-1788), och gifte sig 1785 med John Ford från Ashbourne. Hennes make öppnade 1784 en verksamhet där han tillverkade malt för stadens bryggerier. Vid makens död 1788 blev hon ensam med en nyfödd dotter och tog över hans verksamhet, och skötte den med stor framgång. Hon blev en viktig aktör i stadens affärsliv. 
Hon är kanske främst känd för eftervärlden som grundaren av ett sällskap för övervakning och bestraffning av de affärspersoner som lurade sina kunder, samt Ashbourne Female Friendly Society (1806), en förening för arbetslöshetsersättning, sjukersättning, betald mödraledighet och begravningsersättning åt arbetande kvinnor. 